# ドラキュラ伝説
『ドラキュラ伝説』（ドラキュラでんせつ、英題: Castlevania: The Adventure）は、コナミから1989年10月27日に発売されたゲームボーイ用ソフトのアクションゲーム。

## 概要
悪魔城ドラキュラシリーズで初の携帯ゲーム機での作品。ゲームボーイ初期（本体発売と同年で半年後）に発売された、ゲームボーイでの1作目。ベルモンド家の先祖であるクリストファーを主人公に、悪魔崇拝者ドラキュラの住む暗黒の城へ忍び込み、魔物達と戦い罠を突破しドラキュラ打倒を目指す。基本システムはファミコン版と同じサイドビュー（横視点）のステージクリア型ジャンプアクションであるが、サブウェポンがない代わりにムチがパワーアップするとファイヤーボールを撃てたり、ロープを上り下りしての移動といった本作での新たな特徴もある。
1997年9月25日に発売された『コナミGBコレクション VOL.1』に収録された。これはスーパーファミコンの周辺機器スーパーゲームボーイにも対応しており、画面に独自のピクチャーフレームがつく。なお、1999年発売のヨーロッパ版『KONAMI GB COLLECTION Vol.1』ではゲームボーイカラー対応となり、全面的にカラー化された。
2012年3月14日にはニンテンドー3DSのバーチャルコンソールで配信されている。

## ゲーム内容

### システム
「悪魔城ドラキュラ」の項のシステムに関する説明も参照。
主人公のクリストファーを操作し、全部で4つのステージを順にクリアしていくアクションゲーム。基本的なシステムはシリーズ第1作のファミコンディスクシステム版『悪魔城ドラキュラ』を踏襲しているが、次のような違いが存在する。
- サブウェポンが存在しない。
- ムチを強化するアイテムが手に入る場所が決まっている。
- ムチが2段階強化すると、ムチの先からファイヤーボールが前方に向けて直線軌道で発射されるようになる。ファイアーボールは攻撃力こそ高くはないが、当たり判定はムチよりも若干大きい。
- 強化されたムチを持っているときにダメージを受けるとムチが1段階弱くなってしまう。
- ステージ内にエリア単位の区分けは存在せず、エリアを仕切る扉も無い。ただし、ミスをしたときの復帰点がステージ内にいくつか設定されている。
- 階段が存在せず、代わりに掴まって上り下りができるロープが設置されている。
- ボスを倒しても「魔力の玉」は出ない。体力の全回復は行われる。

敵キャラクターもドラキュラ伯爵を除き全て本作独自のもの（コウモリは登場するが、姿や行動パターンは異なる）で、シリーズ恒例の死神なども登場しない。背景グラフィックはゲームボーイの初期タイトルとしては書き込まれている。敵キャラや仕掛けも個性的な特徴を持つものが多い。
プレイヤーキャラの移動速度はかなり遅い。初期型ゲームボーイは画面を速くスクロールさせると背景の液晶が流れてぼやけて見にくくなってしまうため、このような仕様になったと思われる。ほとんどの敵の動きも同様に遅いが、中には速い飛び道具を放つ敵や、素早いボスもいる。また、プレイキャラのジャンプ力も低めに調整されている。ステージ自体の難易度も高めで、ギリギリで飛び移ることができる足場を渡っていく場所や、失敗すると即ミスになる場所・仕掛けが多く存在する。ファミコン版同様タイム制であり、時間内にステージクリアできないとミスとなる。
ループゲームでエンディング後、難易度が上昇した状態で再び一面から始まる。周回数を重ねるごとに敵の攻撃力が倍増していき、五周目以降はどんな敵の攻撃も一撃死となる。
プレイヤー残機制で最初は3人、得点が10000点になると1人増え、以降は2万点ごとに1人増える。0になってゲームオーバーになってもコンティニューは無限に可能だが、本作にはパスワードやセーブ機能はついていない。

### ステージ構成
ステージ1
- 山道のような野外ステージ。

ステージ2
- 洞窟のようなステージ。

ステージ3
- 棘のようなトラップが大量にある建物ステージ。

ステージ4
- ドラキュラ城内のステージ。

### アイテム
コイン
スコアアイテム。取ると50点追加される。
水晶
ムチが1段階強化される。短いムチ → 長く強力なムチ → ムチの先からファイヤーボールが出る。取るとスコアが10点追加される。
点滅する水晶
取るとボスが現れる。取るとスコアが10点追加される。
クロス
取ると一定時間クリストファーが点滅し敵からダメージを受けなくなる。取るとスコアが10点追加される。
ハート
本作ではサブウェポンがないのでシリーズ他作品とは違い、体力を回復するアイテムとなっている。点滅していない通常のハートは2メモリ回復（ライフ最大値は10メモリ）、点滅するハートは全回復する。取るとスコアが10点追加される。
1UP
プレイヤー人数が1つ増える。取りづらい場所や隠し部屋にあることが多い。

## ストーリー
舞台は中世ヨーロッパの小国トランシルバニア。
その地には魔人伝説があった。それは人々が恐れた吸血鬼ドラキュラの伝説。過去に何度も復活した強力な魔力を持つドラキュラであったがそのたび滅びていった。シモン・ベルモンドとの幾度もの決戦の数々により、世を暗黒に変えようという魔王ドラキュラの野望は打ち砕かれることになる。
ドラキュラとシモンとの初対決よりも昔、既にトランシルバニアにドラキュラは存在していた。これはドラキュラ伯爵がまだ魔王ではなく、悪魔を崇拝する邪悪な呪術者であった頃の話。トランシルバニアの片田舎に狂的な悪魔崇拝者ドラキュラ伯爵が築いた暗黒の城で、夜ごと悪魔の儀式が行われていた。不死の命と魔力を持つ魔王になりたいと目論み、悪魔の儀式で異界から魔物達を召喚し、日ごと魔力が強まり凶悪さを増していくドラキュラ伯爵。人々が怯え恐怖する中、後にベルモンド一族の祖先となる男・クリストファーがドラキュラ退治に立った。魔物と罠の巣窟の暗黒の城へと、クリストファーは魔王と化したドラキュラ伯爵との戦いに乗り込んだのであった。

### キャラクター
クリストファー
主人公。ベルモンド家の先祖である。武器の鞭は二段階にパワーアップし、火の玉を飛ばせるようになる。
マッドマン
泥の魔物。頭上から雫状で落下してきて、地面に落ちると人型になる。一直線に歩いて向かってくる。20点。
デスバード
凶暴化した獰猛な鳥。鳴き声と共に上空に現れ、背後からこちらに向かって一直線に飛んでくる。20点。
ジ・ズィー
小柄な魔物。足元に突進してくる。ダメージを与えると大きくジャンプして飛び掛かってくる。20点。
ビッグアイ
巨大な目玉。転がってくる。攻撃すると強酸性の体液を散らし爆発する。この爆発でダメージは受けないが、吊り橋の上だと足場を壊してしまう。50点。
コウモリ
凶悪なコウモリ。普段は天井にぶら下がっており、近づくと襲ってくる。50点。
ナイトストーカー
ブーツを履いた死神のようなローブ姿の怪人。両手の鎌をブーメランの様に投げてくる。100点。
ブナグチー
キノコの化け物。移動はしないが、口から高速で跳ね回る巨大な胞子を吐く。天井に張り付いているものもいる。50点（胞子は20点）。
ウォーム
大きな芋虫。ダメージを与えると丸まって高速で転がってくる。20点。
エビルアーマー
飾られている動く鎧。城内に無数に立ち並び警備しており、近づくと突然動き出して槍を構えて攻撃してくる。50点。
ゼルド
ステージ1ボス。鎧姿の魔物で、その硬いボディはファイヤーボールをはね返す。左手首が鎖で繋がれた銛になっており、それを伸ばして攻撃してくる。ステージ4では、通常の敵として出現する。200点。
アンダー・モール
ステージ2ボス。穴に潜む目がないモグラのような魔物で、壁の穴から出現し、高いジャンプ力と鋭い爪を持ち素早く跳ねまわる。単体戦ではなく集団戦で、群れ全体がボスであり1体1体は一撃で倒せる。50点。
ゴーバンス
ステージ3ボス。大きな翼を持つ翼竜のような魔物。空に舞い上がり急降下して鋭い爪で襲い掛かってくる。200点。
ドラキュラ伯爵
最終ボス。魔人伝説として語られる、過去に幾度も蘇った吸血鬼。狂的な悪魔崇拝者であり邪悪な呪術者で、トランシルバニアの外れに暗黒の城を築き、毎夜悪魔の儀式を行う。現れたり消えたり足場を移動しながら4方向に弾を放つ。第二形態が存在し、体力をゼロにすると巨大なコウモリの姿と化し、左右に飛びながらコウモリを3匹放って攻撃してくる。なお、二形態戦になるとタイム表示が消え、時間制限は無くなる。

## 音楽
BGMはステレオになっており、特にベース音は左右に振れる。
本作のサウンドトラックCD『悪魔城ドラキュラ ベスト2』のライナーノーツによると、作曲者の半沢にとって本作はコナミ入社後初担当作品で、どの曲も思い入れがあり、基本的には趣味のソウルミュージックが少々ミックスされているという。また、これまでの悪魔城ドラキュラのオリジナリティーを生かしつつ、よりポップに仕上げたという。
| 使用場面           | BGM                                |
| ------------------ | ---------------------------------- |
| ゲームスタート     | Start BGM                          |
| 1面                | Battle of the Holly                |
| 2面                | Darkness                           |
| 3面                | Death Fair                         |
| 4面                | Revenge                            |
| ボス戦（1 - 3面）  | Kill! Kill! Kill!                  |
| 最終ボス前半       | Gate to Hell                       |
| 最終ボス           | Evil Devil                         |
| エンディングデモ   | Theme from "The Legend of Dracura" |
| エンディングデモ後 | Reprise                            |
| ステージクリア     | Stage Clear                        |
| ゲームオーバー     | Game Over                          |

## 開発スタッフ
- プログラマー: 山田善朗、前川正人
- グラフィックデザイナー: 中里伸也、木村幸一
- サウンドクリエイター: 福武茂、半沢紀雄、船内秀浩

## 他機種移植版
| No. | タイトル                                      | 発売日                                        | 対応機種                                           | 開発元             | 発売元 | メディア                              | 形式                      | 備考                                                                       |
| --- | --------------------------------------------- | --------------------------------------------- | -------------------------------------------------- | ------------------ | ------ | ------------------------------------- | ------------------------- | -------------------------------------------------------------------------- |
| 1   | コナミGBコレクション VOL.1                    | 1997年9月25日 2000年                          | ゲームボーイ                                       | KCEジャパン トーセ | KDE    | ロムカセット                          | DMG-AJIJ-JPN DMG-AF5P-EUR | 日本版はスーパーゲームボーイ対応、欧州版はゲームボーイカラー対応           |
| 2   | ドラキュラ伝説 PAL Castlevania: The Adventure | 2012年3月14日 PAL 2012年7月5日 2012年10月25日 | ニンテンドー3DS                                    | コナミ開発三部     | KDE    | ダウンロード （バーチャルコンソール） |                           |                                                                            |
| 3   | 悪魔城ドラキュラ アニバーサリーコレクション   | 2019年5月16日                                 | Nintendo Switch PlayStation 4 Xbox One PC（Steam） | M2                 | KDE    | ダウンロード                          |                           | 収録ソフトの一つ アップデートにより英語版(Castlevania The Adventure)が追加 |

## 評価
- ゲーム誌『ファミコン通信』の「クロスレビュー」では合計25点になっている[5]。

- ゲーム誌『ファミリーコンピュータMagazine』の読者投票による「ゲーム通信簿」での評価は以下の通りとなっており、22.27点（満30点）となっている[1]。また、同雑誌1991年5月24日号特別付録の「ゲームボーイ オールカタログ」では、「シンプルな操作、パワーアップで、だれにでも楽しめるようになっている」と紹介されている[1]。

| 項目 | キャラクタ | 音楽 | 操作性 | 熱中度 | お買得度 | オリジナリティ | 総合  |
| 得点 | 3.90       | 3.97 | 3.33   | 3.84   | 3.74     | 3.49           | 22.27 |